# Bilhac
Bilhac ist eine Gemeinde in Frankreich. Sie gehört zur Region Nouvelle-Aquitaine, zum Département Corrèze, zum Arrondissement Brive-la-Gaillarde und zum Kanton Midi Corrézien. Sie grenzt im Nordwesten und Norden an Queyssac-les-Vignes, im Nordosten an Sioniac, im Osten an Liourdres, im Südosten an Puybrun, im Süden an Tauriac und im Südwesten an Bétaille.
Die Bewohner nennen sich Bilhacois.

## Wappen
Blasonierung: In Blau eine goldene Mittagssonne, im roten Schildhaupt ein silberner liegender Mond von zwei goldenen fünfstrahligen Sternen begleitet.

## Geschichte
Die vormalige Gemeinde Billac trägt durch ein Dekret des Innenministeriums per 10. August 2007 den Namen „Bilhac“.

### Bevölkerungsentwicklung
| Jahr      | 1962 | 1968 | 1975 | 1982 | 1990 | 1999 | 2008 | 2017 |
| --------- | ---- | ---- | ---- | ---- | ---- | ---- | ---- | ---- |
| Einwohner | 247  | 234  | 205  | 211  | 211  | 192  | 220  | 246  |